# Аниканов, Олег Карпович
Оле́г Ка́рпович Аника́нов (19 июля 1933, Москва — 24 апреля 2021, там же) — советский и российский военачальник, генерал-полковник (29.04.1991).

## Биография
Родился в семье рабочего. Русский. Окончил военно-морской факультет Дальневосточного политехнического института имени В. В. Куйбышева по специальности «военный инженер-строитель» в 1956 году.
С 1956 года — в Вооружённых Силах СССР. В 1956—1966 годах — прораб, начальник строительного участка, начальник строительного управления Йоканьгской военно-морской базы (посёлок Гремиха) Северного флота. Руководил строительством первого в СССР комплекса с сухим доком для перезарядки и ремонта атомных подводных лодок. В 1962 году окончил Курсы усовершенствования офицерского состава.
С 1966 года — главный инженер воинской части управления Генерального штаба Вооружённых Сил СССР. С 1968 года — заместитель начальника — главный инженер «Северовоенморстроя» Северного флота. Активно участвовал в строительстве главной базы флота в Североморске, военно-морских баз флотилий АПЛ, в создании объектов для хранения и технического обслуживания ракетно-ядерного оружия.
С 1973 года был заместителем командующего Балтийским флотом по строительству, с 1981 года — заместителем командующего Северным флотом по строительству. С 1983 по 1989 и с 1992 по 1993 годы — начальник Главного инженерного управления ВМФ СССР. В 1989—1992 годах — заместитель Главнокомандующего ВМФ по строительству, инженерному обеспечению и расквартированию.
В эти годы руководил строительством и введением в состав ВМФ новых систем базирования для принимаемых от судостроительной промышленности стратегических атомных подводных ракетных крейсеров. Курировал строительство баз ВМФ в Камрани (Вьетнам) и в Тартусе (Сирия), был членом государственных комиссий по их приёмке.
С 1993 года — в отставке.
Был президентом государственного унитарного предприятия «Интертехсервис», советником Главнокомандующего ВМФ России, членом правления и член совета старейшин Региональной общественной организации адмиралов и генералов ВМФ «Клуб адмиралов», действительным членом Международной академии информатизации.

## Воинские звания
- Генерал-майор (23.02.1972)
- Генерал-лейтенант (17.12.1982)
- Генерал-полковник (29.04.1991)

## Награды
- орден Ленина (1965)
- орден Трудового Красного Знамени
- орден «За службу Родине в Вооружённых Силах СССР» 3-й степени
- Юбилейная медаль «За воинскую доблесть. В ознаменование 100-летия со дня рождения В. И. Ленина»
- Юбилейная медаль «Двадцать лет Победы в Великой Отечественной войне 1941—1945 гг.»
- Медаль «Ветеран Вооружённых Сил СССР»
- Медаль «За укрепление боевого содружества»
- Юбилейная медаль «40 лет Вооружённых Сил СССР»
- Юбилейная медаль «50 лет Вооружённых Сил СССР»
- Юбилейная медаль «60 лет Вооружённых Сил СССР»
- Юбилейная медаль «70 лет Вооружённых Сил СССР»
- Медаль «За безупречную службу» 1,2,3 степеней
- Заслуженный строитель РСФСР
- Лауреат Государственной премии СССР (1983)
- Лауреат Государственной премии Российской Федерации в области науки и техники (1998)
- Медаль «30-я годовщина Революционных Вооруженных сил Кубы» (Куба, 24.11.1986)[4]